# کلودیو مازلی
کلودیو مازلی (انگلیسی: Claudio Maselli؛ زادهٔ ۲۱ سپتامبر ۱۹۵۰) بازیکن فوتبال اهل ایتالیا است.
از باشگاه‌هایی که در آن بازی کرده‌است می‌توان به باشگاه فوتبال جنوآ، باشگاه فوتبال مونتسا، باشگاه فوتبال بولونیا، و باشگاه فوتبال برشا اشاره کرد.